# Георг Людвіг фон Трапп
Георг Людвіг Ріттер фон Трапп (нім. Georg Ludwig Ritter von Trapp; 4 квітня 1880 — 30 травня 1947) — офіцер військово-морських сил Австро-Угорщини, корветтен-капітан. Учасник придушення боксерського повстання. Найрезультативніший австрійський підводник Першої світової війни, командир підводних човнів SM U-5 SM U-6 і SM U-14. Кавалер лицарського хреста Військового ордена Марії Терезії. На історії його великої родини заснований мюзикл «Звуки музики».

## Біографія
Георг фон Трапп народився в хорватському місті Задар (столиці королівства Далмація, що входило тоді до складу Австрії) в 1880 році, в етнічно-німецькій родині. Його батько, Август Трапп, був морським офіцером, дослужився в 1876 році до дворянства. Він помер, коли Георгу було чотири роки.

### Початок морської кар'єри
У 14 років Георг вступив в австро-угорський флот і був зарахований в морську академію в Фіумі. Як частина загальної освіти, всі морські кадети навчалися грати на якомусь музичному інструменті, Георг вибрав скрипку. У 1898 році Георг фон Трапп успішно закінчив морську академію в Фіумі. Бувші курсантом, зробив навчальне плавання до Австралії, на борту навчального вітрильника, корвета SMS Saida II.
На шляху додому він відвідав Святу Землю, де зустрів францисканського ченця, який взяв його на екскурсію в усі Біблійні місця, які Георг хотів побачити і відвідати. Між іншим, фон Трапп купив сім пляшок води з річки Йордан, які згодом були використані, щоб хрестити своїх перших дітей.
Після чотирьох років навчання і двох років в навчальних плаваннях, в 1900 році фон Трапп був призначений на крейсер SMS Zenta, на якому брав участь в придушенні Боксерського повстання.
У 1902 році Георг фон Трапп склав випускні офіцерські іспити, одержав чин фрегаттен-лейтенанта.
У 1904 році фон Трапп пройшов навчання на офіцерських морських мінних курсах, а в 1907 році ще й офіцерські торпедні курси, після закінчення яких в 1908 році переведений в підводний флот. У 1910 році Георг фон Трапп був призначений командиром щойно збудованого підводного човна SM U-6, хрещеною матір'ю якого була його майбутня дружина Агата Вайтгед. У 1910—1913 роках він командував субмариною SM U-6.
У 1913—1914 роках фон Трапп командував міноносьцем Tb 52T типу Kaiman.

### Затоплення крейсера Leon Gambetta і підводні човни Nereide
Початок Першої світової війни фон Трапп зустрів командиром міноносця Tb 52T. Він, як і багато його колег, у тому числі і в німецькому флоті, вважав це везінням — саме на міноносцях молоді офіцери розраховували завоювати славу в швидких атаках, коли флоти супротивників зійдуться в генеральній битві. Реальність виявилася прозаїчнішою: флот Австро-Угорщини, залишившись один на один з потужними військово-морськими силами Антанти, був змушений ховатися в базах, зосередившись на підтримці приморського флангу армії і перерізанні морських комунікацій Чорногорії.
Потім фон Трапп отримав призначення на SM U-5. Здаючи човен, його командир лейтенант Фрідріх Шлоссер попередив фон Траппа, що механіки вже дійшли до межі своїх можливостей, практично цілодобово ремонтуючи за допомогою підручних засобів механізми, що розвалювались, а командування абсолютно не вникало в їхні потреби. Залишалося сподіватися на здатність екіпажу підтримувати човен в боєздатному стані, але, як сказав Шлоссер, довгий період без бойових успіхів і зневага командування вже починали позначатися на бойовому дусі моряків.
Командуючи підводним човном SM U-5 фон Трапп, зробив на ньому дев'ять бойових походів і проявив себе дуже підприємливим і знаючим офіцером-підводником (до того ж його часто супроводжувала удача).
Бувші посланим для боротьби з кораблями противника, які несли дозор в протоці Отранто, він відмінно впорався із завданням — торпедував і потопив французький броненосний крейсер Leon Gambetta — флагманський корабель 2-ї легкої дивізії контр-адмірала Віктора Сене.
27 квітня 1915 крейсер Leon Gambetta сам на шестивузловому ходу патрулював в протоці Отранто, перебуваючи в 15 милях на південь від мису Санта-Марія ді Леука. Ніч була тихою і місячною, тому командир SM U-5 фон Трапп міг вважати умови атаки ідеальними. В 0.40 він випустив 2 торпеди, обидві потрапили в лівий борт крейсера. Перша зробила пробоїну в відсіку динамо-машин, друга — в кормовій кочегарці. Освітлення згасло, крейсер втратив хід і почав швидко кренитися. Радіостанція вийшла з ладу. За твердженням офіційної французької історії війни на морі, на борту крейсера панував спокій. За наказом командира крейсера екіпаж перейшов на правий борт, щоб зменшити крен. Спустити вдалося тільки одну шлюпку, в якій вмістилося 108 осіб. За іншими відомостями, матроси в паніці одразу кинулися до шлюпок, і адмірал з містка в мегафон крикнув: «Не потрібно так поспішати! Всі шлюпки будуть ваші, ми всі залишаємося». Так чи інакше, але всі офіцери крейсера загинули разом з кораблем. Через 20 хвилин після торпедування Leon Gambetta перекинувся і затонув. Адмірала і командира корабля капітана 1 рангу Андре в останній раз бачили на містку.
Лише вранці шлюпка зуміла дістатися до берега. З Бріндізі в Таранто відразу вийшли 2 італійських есмінця і 2 міноносця. Вони підібрали ще 29 чоловік, які чіплялися за уламки. З води також підняли 59 трупів, в тому числі і адмірала Сене. Разом з крейсером загинули 684 людини.
Гучна перемога фон Траппа не привернула уваги командування до технічного стану підводного човна SM U-5, і фон Трапп згодом признавався, що відчував почуття сорому, коли показував свою субмарину німецькому підводному асу капітан-лейтенанту Отто Герзінгу, який прибув на своєму човні SM U-21 в Каттаро 13 травня 1915 року. Герзінг після побіжного огляду човна австрійців відповів короткою: «Я б відмовився йти в похід на такому кориті».
Прекрасно виконав він і завдання очищення вод, що омивають острів Пелагроса, від підводних човнів противника, що сильно сковували дії австрійських надводних кораблів — знайшов і потопив італійську човен Nereide. Беручи участь в блокаді Чорногорії, він відправив на дно кілька ворожих вітрильників-блокадопроривачів.
29 серпня 1915 року фон Трапп на SM U-5 у Дураццо захопив і привів як приз грецький пароплав Cefalonia.
Потім він отримав нове призначення на човен SM U-14, колишній французький підводний човен Curie.
Фон Трапп з ентузіазмом сприйняв нове призначення на SM U-14, оскільки човен був більшим за розміром і кращим за технічними характеристиками.
14 жовтня 1915 року фон Трапп прийняв підводний човен SM U-14 від лейтенанта Отто Зайдлера. При переході на SM U-14 фон Трапп забрав з SM U-5 весь екіпаж. Помічником у нього був фрегаттен-лейтенант Гуго фон Зейферріц, який згодом відзначився як командир підводного човна, а старший механік Маєргофер був кращим фахівцем з дизелів у всьому флоті.
Ознайомившись з кораблем, фон Трапп зрозумів, що одну проблему змінила інша: у французького човна недоліків виявилося більше, ніж у SM U-5. Позитивним моментом виявився центральний пост, куди були виведено управління підводним човном і його розміри, що дозволяли екіпажу розміститися з нечуваним комфортом.
26 жовтня 1915 року човен SM U-14 вийшов в перший похід під командуванням фон Траппа в крейсерство біля берегів Албанії. Наступного дня човен в сильний шторм отримав великі пошкодження. Повернувшись до бази, фон Трапп представив командуванню доповідну записку, в якій пропонував встановити на човні рубку за зразком німецьких човнів.
16 листопада 1915 року човен вийшов у крейсерський поход біля берегів Албанії, але вже 17 листопада повернув в Каттаро.
21 листопада 1915 року човен вийшов в той же район. 22 листопада було зупинено для огляду грецьке вітрильне судно. Ніякої контрабанди не знайшли і судно відпустили. 23 листопада зроблена спроба перехопити пароплав, але він пройшов в територіальних водах Греції. І знову аварія — зламався привід керма, довелося взяти курс на Каттаро.
30 листопада 1915 року човен вийшов до берегів Албанії, завдання було відповідальне — висадка албанських сепаратистів. Під час висадки в свіжу погоду, затонув ялик, операцію довелося перервати і повернутися на базу.
13 грудня 1915 року черговий похід до берегів Албанії довелося перервати — вийшов з ладу лівий дизель.
3 січня 1916 року човен знову вийшов у крейсерський поход до берегів Албанії.
8 січня 1916 року вирушив забирати албанських сепаратистів в Дрінській затоці в гирлі річки Мати. Човен підійшов до берега і спустив ялик, на умовні сигнали відповіді не дочекалися, фон Трапп наказав матросам на човні висадитися на берег і оглянути його. Ризик не виправдався, нікого не виявили і пішли в море. Того ж ранку, о 07.20 виявили перископ з лівого борту на відстані 400 метрів, ухилилися терміновим зануренням. Спостерігаючи в перископ, командир упізнав SM U-11, яка спливла. О 15.30 вийшло з ладу рульове управління, човен на буксирі Dromedar повертається в Каттаро.
18 січня 1916 року черговий вихід до берегів Албанії. 19-го біля мису Лінгуетта, командир спостерігав за крейсером Libia і чотирма транспортами, але відстань була занадто велика для атаки.
20 січня 1916 року в 08.50 біля острова Сасено був виявлений італійський міноносець типу PN, командир почав маневрування для атаки. В 09.45 з відстані 400 метрів фон Трапп здійснив пуск торпеди і промахнувся. Об 11.45 було виявлено пароплав, який впізнали як Bosnia. Зблизившися для атаки, в 13.05 SM U-14 випустив торпеду з носового апарату, яка прошла за кормою судна, з нього помітили слід і розгорнулися на човен. Фон Трапп випустив ще одну торпеду, і знову промахнувся. Човен одразу занурився на 20 метрів щоб ухилитися від міноносця, який йшов на таран. Спливши о 13.25, фон Трапп з досадою спостерігав, як міноносець на всіх парах віддалявся від місця атаки. 22 січня 1916 року човен повернувся в Каттаро.
6 лютого 1916 року SM U-14 спільно з SM U-4 пішли в протоку Отранто із завданням атакувати дозорні кораблі союзників. У протоці човни розташувалися в 3 милях один від одного. 8-го о 06.30, на SM U-14 помітили три пароплава, човен маневрував, виходячи в атаку, і в 06.55 фон Трапп випустив торпеду з відстані 800 метрів, відбулася затримка в торпедному апараті — торпеда зійшла через 15 секунд після команди і пройшла далеко за кормою атакованого пароплава. В 07.20 з човна помітили італійський міноносець і тральщик, вони відкрили вогонь і почали атаку. Серед розривів снарядів фон Трапп повів човен на глибину. О 10.00 човен сплив і відразу був атакований двома міноносцями, фон Трапп знову наказав зануритися.
О 14.45 підводний човен SM U-14 сплив і почав зарядку акумуляторної батареї, о 16.50 з човна виявили британський легкий крейсер типу Birmingham в супроводі міноносця, які пройшли за милю від човна, не помітивши його. Повернувшись в Каттаро, фон Трапп отримав наказ перейти в Полу, де човен чекала масштабна реконструкція.
Технічний стан човна не вселяв довіри, командування розуміло, що він потребує капітальної перебудови, і тільки гострий дефіцит підводних човнів змушував використовувати ненадійний човен.
Повернувшись в Полу 15 лютого 1916 року, SM U-14 було відправлено на верф, а її командира викликали на засідання спеціальної комісії, створеної для вирішення питання з ремонтом і модернізацією. Фон Трапп був задоволений — його рапорти не пропали марно.
Прибувши на засідання, фон Трапп був здивований тим, що воно складалось з високих чинів, які ніколи не служили на підводних човнах. Оскільки модернізацію човна санкціонував особисто командувач флотом Антон Гаус, всі вимоги підводників були враховані і затверджені без зволікань. Проблема виникла під час обговорення артилерійської установки, представник артилерійського бюро пропонував наявну 70 мм гармату, фон Трапп наполягав на німецькій 88 мм гарматі на зниженому станку, створеному спеціально для підводних човнів, переваги якого він досконально вивчив під час візиту на німецькі човни, що базувалися в портах Пола і Каттаро. Представник спирався на складності з постачанням боєприпасами, фон Трапп відповідав, що це не проблема взагалі. Німці люб'язно бралися відвантажити стільки снарядів, скільки буде потрібно.
Після ремонту човен вступив у дію тільки в січні 1917 року, а в лютому німці оголосили необмежену підводну війну.
24 березня 1917 року, SM U-14 під час виходу з острова Бріоні на випробування, зіткнулася з пароплавом Primero. Отримані ушкодження ремонтували 3 тижні. Повторні випробування пройшли успішно, фон Трапп був в захваті від човна.
21-22 квітня 1917 року човен перейшов з Поли в Каттаро.
4 квітня SM U-14 вийшов в Іонічне море і далі в центральну частину Середземного моря. Протока Отранто була перегороджена сітками, які тягнули за собою британські тральщики. Хоча завіса була щільною, човен минув протоку вдень навіть не занурюючись, тільки виставивши посилену вахту на містку.
Вийшовши у відкрите море, фон Трапп зміг в повній мірі оцінити ті зміни, які були внесені в конструкцію підводного човна. SM U-14 до і після модернізації, без перебільшення, був двома різними кораблями. Картину псували лише торпедні апарати Джевецького. Як згадував сам фон Трапп, ідея була геніальною, але виконання погане.
Між островом Крит і мисом Матапан знаходяться два острівця — Церіго і Церіготто. Транспорти, з вантажами для сербського фронту, йдучи в Салоніки, неминуче проходили цим районом, огинаючи півострів Пелопоннес. Фон Трапп зайняв позицію на захід від острова Сапієнца. Перебуваючи на позиції біля острова цілий день, підводники не змогли виявити жодної цілі — море неначе вимерло. Знічев'я розважалися як могли, співали хором, займалися гімнастикою, купалися, але не забували про справу. 28 квітня 1917 року був помічений танкер Teakwood, фон Трапп почав маневрування для атаки і в 18.38 випустив торпеду з апарату № 4. Торпеда вибухнула в районі кормового трюму, пароплав повільно осідав на корму, о 20.35 екіпаж залишив судно на двох шлюпках. SM U-14 сплив, і добив жертву з гармати. О 20.50 пароплав встав вертикально і затонув кормою вниз. Шлюпки в темряві змогли сховатися йдучі в напрямку берега.
Човен перейшов в район мису Матапан. 30 квітня 1917 року в 30 милях від мису був помічений пароплав в супроводі двох тральщиків, командир зблизився для атаки і в 19.23 скомандував залп. Але апарат № 5 не спрацював, торпеда взагалі не зійшла з направляючих і навіть не запустила двигун. Як з'ясувалося при огляді — відмовив спусковий механізм.
3 травня 1917 року, повернувшись до острова Сапієнца, о 09.10 з човна помітили конвой з трьох пароплавів в супроводі двох тральщиків. Зайнявши позицію для атаки, фон Трапп наказав вистрілити з апарату № 2 — знову відмова. Розлючений командир маневрував і в 09.18 вистріляв з носового апарату, торпеда потрапила задньому судну в носовий трюм. Команда торгового судна терміново залишмла потопаючий корабель на трьох шлюпках, їх підібрав один з тральщиків. В 09.40 торпедований корабель затонув. Це був італійський транспорт Antonio Sciesa. В 09.50 човен сплив і його одразу ж обстріляв один з тральщиків, але відстань була велика, фон Трапп наказав дати повний хід і човен пішов в Мессинську протоку.
5 травня 1917 року, прибувши на місце, човен відразу ж виявив транспорт в супроводі міноносця і тральщиків. В 08.58 фон Трапп віддав наказ вистрілити торпеду з апарату номер 2, але він не був приготовлений до пострілу, і атака зірвалася. Судноплавство в Мессинській протоці дуло припинено повністю, до 11 травня 1917 року SM U-14 не зустрів жодного корабля.
В 02.20 з човна помітили два пароплава, фон Трапп зблизився і приготовився атакувати з гармати, але з пароплавів помітили перископ і повернули в бік човна. Головний корабель, впізнаний як тральщик, першим відкрив вогонь. Човен терміново занурився.
14 травня 1917 року фон Трапп атакував з носового апарату одиночне судно, яке рухлось протичовновим зигзагом, але торпеда пройшла повз, а з судна відкрили вогонь в напрямку човна.
21 травня 1917 року SM U-14 повернувся в Каттаро, перший похід в Середземне море був успішно закінчений. Було пройдено 2269 миль, з них 127 під водою. Було використано 5 торпед, 41 88 мм снаряд, 20 тон дизельного палива і 2 тони мастила. Цей похід показав, що переробки, яких зазнав човен, повністю виправдали себе. В кінці травня — на початку червня човен проходить докування.
26 червня 1917 року фон Трапп провів вихід в Середземне море. Протоку Отранто човен пройшов абсолютно вільно, команда була здивована відсутністю будь-якої охорони.
4 липня 1917 року, в чотирьох милях від мису Гроссо, з човна помітили вітрильник і пострілом з гармати змусили його лягти в дрейф. Як виявилося, грецький вітрильник Ephtuphia віз родзинки в Пірей. Викликаний на човен капітан вітрильника розіграв перед австріяками цілий спектакль: висадившись на човен, він першим ділом помчав на корму і поцілував червоно-біло-червоний прапор. Подивившись на жалюгідну команду, на вантаж (родзинки), на благаючого капітана, фон Трапп віддав наказ прибрати підривні патрони і відпустив греків. В 20.47 було виявлено пароплав. Зайнявши позицію для атаки, фон Трапп вистрілив торпедою з апарату № 3 і промахнувся. Ще один постріл — з носового апарату, торпеда потрапила в котельне відділення. Команда спішно спустила дві шлюпки і залишила судно. Через 35 хвилин пароплав перекинувся і потонув. SM U-14 сплив і підійшов до шлюпок, капітан потопленого пароплава стверджував що суднові документи загинули разом з кораблем. Як виявилося, був потоплений грецький пароплав Marionga Goulandris, який йшов з Балтімора в Пірей з вантажем зерна.
8 липня 1917 року в 01.46, човен атакував торпедою з апарату № 4 пароплав, що йшов в баласті, і промахнувся. Фон Трапп вистрілив з апарату № 7, через 90 секунд було чути вибух, пароплав зупинився, екіпаж спустив шлюпку, але не покинув судно. Пароплав з креном і диферентом пішов колишнім курсом. SM U-14 не міг наздогнати судно в підводному положенні, фон Трапп віддав наказ на спливання, і кинувся в погоню. Лівий дизель не запускався, і пароплав встиг сховатися в порту Дерна. Фон Трапп не змирився з тим, що жертва вислизнула: як тільки надійшла доповідь про усунення несправності, човен повним ходом пішов до Дерні і з відстані в 5 миль обстріляв пароплав, що стояв за брекватером. Після декількох влучень, пароплав потонув, але човен опинився під обстрілом берегових батарей. Фон Трапп пішов на зближення і з відстані в 3 милі SM U-14 випустив 50 снарядів по портовим спорудам і батареям. В 08.15 командир віддав наказ припинити вогонь і взяв курс на море. Батареї випустили по човну близько 300 снарядів, найближчий з них розірвався в 250 метрах від SM U-14.
10 липня 1917 року було виявлено пароплав в супроводі озброєного тральщика, фон Трапп вистрілив з апарату № 5 з дуже великої відстані — 1500 метрів. Торпеда пройшла повз, не помічена ні з пароплава, ні з тральщика.
11 липня 1917 року було виявлено великий конвой у складі 6 пароплавів в трьох колонах у супроводі чотирьох тральщиків. В 05.56 з відстані в 300 метрів фон Трапп промахнувся останньою торпедою. Після цього човен взяв курс додому і 13 липня 1917 року човен благополучно увійшов в гавань Каттаро.
20 серпня 1917 року в 20.00, SM U-14 вийшов в крейсерську службу в Середземне море. 23 серпня 1917 року в Іонічному морі фон Трап виявив два пароплава в супроводі шлюпа і почав маневрування для атаки. В 13.59 він вистрілив з торпедного апарату № 4 по більшому пароплаву, торпеда вибухнула під містком. Другий пароплав розгортався на зворотний курс, шлюп на всіх парах помчав на SM U-14. Фон Трапп повів човен на глибині 25 метрів і сплив тільки в 14.16. Атаковане судно затонуло, шлюп зняв команду з потопленого судна і через 25 хвилин пішов. О 15.00 човен сплив серед безлічі уламків, навколо плавали ящики, бочки, мукаючі бики, тюки сіна. За виловленим рятувальним кругом визначили потоплене судно, ним виявився французький пароплав Constance.
На наступний день з човна помітили великий конвой — 5 пароплавів в супроводі чотирьох тральщиків і шлюпів, що йшли протичовновим зигзагом. В 07.41, зблизившись на дальність пострілу, фон Трапп віддав наказ атакувати торпедою з апарату № 3, але апарат не подав ознак життя. Буквально через хвилину пішов наказ стріляти з апарату № 5, торпеда потрапила в другий пароплав. Човен пішов на глибину 25 метрів, розвернувся та пішов в напрямку інших суден. Через 5 хвилин було чути потужний вибух, швидше за все вибухнуло атаковане судно. В 08.02 фон Трапп обережно оглянув горизонт. Торпедований пароплав стояв без руху, занурюючись носом, два тральщика приймали екіпаж. О 09.30 пароплав перекинувся і потонув, тральщики пішли через 25 хвилин. В 10.10 SM U-14 сплив серед уламків. Був потоплений британський пароплав Kilwinning.
26 серпня 1917 року в 14.25 було виявлено черговий великий конвой — 4 пароплава в супроводі трьох кораблів охорони. Зблизившись з конвоєм, в 23.21 фон Трапп вистрілив з апарату № 7, торпедований пароплав занурився в місячному світлі. Через 7 хвилин після першого постав наступний потужний вибух. Спливши в 23.41, фон Трапп спостерігав як торпедоване судно тонуло з диферентом на корму, два шлюпа приймали екіпаж. В 01.26 пароплав потонув, це був британський Titian. SM U-14 порямував за минулим конвоєм. Наздогнавши конвой, фон Трапп в 12.53 вистрілив з апарату № 3 і торпедував останній пароплав. Було потоплено британське судно Nairn, навантажене продовольством. Подальше переслідування конвою було неможливе через ненадійну роботи дизелів. На відстані 8 миль було помічено два тральщика, які відкривали артилерійський вогонь по човну. Фон Трапп наказав відповісти з бортової гармати, тральщики негайно повернули і відступили.
29 серпня 1917 року було помічено конвой з трьох пароплавів в охороні двох шлюпів. Фон Трапп вирішив наздогнати конвой в надводному положенні. В 05.57 човен зайняв позицію для атаки і командир атакував з апарату № 2. Торпеда потрапила пароплаву в корму, судно зупинилося і відчайдушно гуло. Через 10 хвилин було чути потужний вибух.
Конвой пішов, з торпедованим судном залишився один зі шлюпів, але о 08.00 пішов і він. Спливши, SM U-14 обережно наближилось, судно виглядало залишеним, біля нього було п'ять порожніх шлюпок. Фон Трапп вирішив добити його з гармати. Після 15 влучень, командир зблизився з судном на півтори милі, і тут з пароплава відкрили вогонь з кормової гармати, один зі снарядів упав буквально в п'яти метрах від борту човна, після чого човен термінове занурився. Шлюп повернувся повним ходом. Розлючений фон Трапп маневрував і зайняв ідеальну позицію для атаки в чотирьохстах метрах від нерухомого корабля. О 10.40 був постріл з апарату № 4, але торпеда з якоїсь причини пішла дуже повільно. Командир віддав наказ випустити торпеду з носового апарату № 1. Ця торпеда пішла нормально і потрапила в середню частину корабля. Пролунав потужний здвоєний вибух, єдине пояснення — торпеда з апарату № 4 все ж дійшла до корабля. Судно стрімко потонуло, але шлюп залишався на місці ще 6 годин. Спливши серед уламків, екіпаж встановив, що потопленим судном був італійський допоміжний крейсер Milazzo. Торпед більше не було, човен взяв курс на протоку Отранто, яку пройшов без проблем, хоча на горизонті було постійно видно кілька тральщиків. У цьому рекордному за потопленим тонажем поході екіпажу довелося дуже несолодко. Температура всередині човна досягала 45 градусів, 2 матроси захворіли ентеритом. Першого вересня в 05.10 човен благополучно війшов у Каттаро.
15 жовтня 1917 року човен вийшов в черговий похід в Середземне море. Перед виходом, фон Трапп отримав наказ від командувача підводними силами: якщо буде добра нагода, привести як приз вугляр. Але часи були вже не ті: кінець 1917 року, і фон Трапп розсудливо вирішвив, що виконання цього наказу — це божевілля.
16 жовтня 1917, в другій половині дня, SM U-14 пройшов протоку Отранто, нарахувавши 29 траулерів, які обслуговували сітки. Зайнявши позицію в центральній частині Середземного моря, SM U-14 опинився на шляху проходження конвоїв союзників з Мальти до узбережжя Малої Азії. 19 жовтня 1917 року в 8.00 човен атакував раніше виявлений конвой у складі чотирьох пароплавів та охорони: шлюпа, мисливця за підводними човнами американського виробництва і трьох тральщиків. Не дивлячись на потужний ескорт, фон Трапп без проблем зайняв позицію для атаки і торпедував головний важко навантажений транспорт. Слідом за вибухом торпеди на пароплаві вибухнули котли, човен вирушив на глибину. Кораблі охорони скинули 5 глибинних бомб, але човен залишився непоміченим і вони діяли навмання. SM U-14 повільно пішов на південний схід. О 12.50 фон Траппу доповіли про витік палива. О 13.10 з човна все ще спостерігали: пароплав стояв без руху і шлюп кружляв навколо нього. Оскільки один з баків тік, фон Трапп відвів човен на безпечну відстань і сплив тільки о 17.30. Торпедований пароплав затонув тільки на світанку, ним виявився британський Good Hope. До 19.30 човен наздогнав конвой, і фон Трапп вирішив атакувати з надводного положення. Погода сприяла атаці: була темна ніч і назрівала сильна гроза. О 21.36 з відстані в 600 метрів фон Трапп випустив торпеду, яка потрапила в передній трюм важко навантаженого судна. Пароплав дуже швидко перекинувся, мисливець кружляв навколо потопаючого судна, другий транспорт повним ходом пішов (потопленим судном був британський Elsiston). SM U-14 повернувся і покинув суда. При світлі дня були оглянуті паливні баки, і було встановлено, що протікав танк № 6 з лівого борту. Паливо перекачали в інші баки. Одночасно оглянули торпедні апарати. У торпедному апараті № 6 торпеда була сильно деформована, детонатор просто був втиснутий в торпеду.
В ніч з 22 на 23 жовтня 1917 року фон Трапп зробив ще одну спробу нічної атаки конвою, але цього разу невдало.
24 жовтня 1917 року все в тій же центральній частині Середземного моря з човна помітили конвой з чотирьох транспортів в охороні двох шлюпів і чотирьох тральщиків. Не дивлячись на потужний ескорт, фон Трапп без проблем зайняв позицію для атаки і торпедував головний важко навантажений транспорт. Після вибуху торпеди в 05.33 фон Трапп стріляв з апарату № 3 по головному судну і промахнувся. Через хвилину він випустив торпеду з апарату № 4 з відстані в 400 метрів по другому судну в колоні. Пролунав сильний вибух, ескорт скинув глибинні бомби, але човен повільно пішов непоміченим. В 06.10 командир підвсплив і оглянувся в перископ. Торпедоване судно стояло без руху з сильним креном, було видно гармату, встановлену на його кормі. Шлюп і два тральщики приймали з нього екіпаж. О 08.00 пароплав нарешті затонув, ескорт пішов і о 08.30 SM U-14 сплив серед уламків. Оглянувши рятувальний пліт, що сплив з потопленого транспорту, встановили, що потопленим судном був італійський Capo Di Monte.
27 жовтня 1917 року приблизно у тому ж районі, було помічено дуже велике пасажирське судно в охороні двох мисливців за підводними човнами. Фон Трапп зайняв позицію для атаки і о 08.42 вистрілив з торпедного апарату № 2, але торпеда не вийшла з апарату. Пізніше встановили, що заіржавіли хвильорізні щитки. 3 листопада човен форсує протоку Отранто і 4 листопада о 06.30 входить в Каттаро. Майже весь похід були сильні грози, що ускладнювали радіозв'язок, гірокомпас вийшов з ладу, довелося покладатися на не надто надійний магнітний. За похід човен пройшов 1700 миль, з них 140 під водою, використовував 21,5 тони палива і 2 тони мастила.
10 — 12 листопада 1917 року човен перейшов у Полу. З 18 по 22 листопада пройшли докування і ремонт. В цей же час демонтували два кормових апарати Джевецького. Замість них встановили нерухомі апарати, розгорнуті в корму.
На початку 1918 року фон Трапп здав човен лейтенанту Фрідріху Шлоссеру. У травні 1918 року фон Трапп був призначений командиром бази підводних човнів у Каттаро. Фон Трапп залишався на цій посаді до кінця війни.
Георг Людвіг Ріттер фон Трапп став найрезультативнішим австро-угорським підводником Першої світової війни. Його успіхи полягають в затопленні двох військових кораблів і 11 транспортних суден, ще один транспорт був захоплений як приз (разом 61 328 брт).

### Життя після війни
Після розвалу Австро-Угорщини, який супроводжувався втратою флоту і берегових територій, він залишився без роботи, однак багатство першої дружини дозволило вести досить респектабельний спосіб життя і утримувати сімох дітей. Серйозні фінансові проблеми обрушилися на фон Траппа в 1935 році, після того, як він намагався допомогти своєму другові банкіру Августу Ламмеру, перевівши гроші в його австрійський банк — який, однак, розорився позбавивши сім'ю значної частини статку Агати Уайтхед (сам Ламмер, не витримавши краху, наклав на себе руки). Зіткнувшись зі складною фінансовою ситуацією безгрошів'я, щоб забезпечити сім'ю, Марія фон Трапп взяла на себе відповідальність і почала вживати заходів для того, щоб сімейна музична група брала участь на різних заходах, як спосіб заробити гроші на прожиття. Приблизно в той же час, католицький священик Франц Васнер став музичним директором групи. У 1947 році Марія також доручила йому управляти фінансами сімейного Австрійського фонду допомоги. У 1936 році оперна діва Лотта Леман, почувши виступ фон Трапп, запропонувала організувати в їх користь платні концерти. Коли канцлер Австрії Курт фон Шушніг почув їх по радіо, він так само запросив їх виступити у Відні.
Всупереч показаному в фільмі «Звуки музики» драматичному епізоду відчайдушної нічної втечі родини фон Трапп з приєднаної нацистами до Німеччини Австрії, насправді родина фон Трапп благополучно виїхала з Рейху в Італію на потягу вдень. Будучі уродженцем Задара, що став в складі Італії Зарою, Георг фон Трапп отримав для себе і для всіх членів його сім'ї права італійського громадянства. Незабаром сім'я вирушила за кордон (у США) для свого першого концертного туру. В 1939 році сім'я повернулася в Європу щоб зробити поїздку по Скандинавії, сподіваючись продовжити свої концерти в містах за межами Третього Рейху. Протягом цього часу вони навіть повернулися в Зальцбург на кілька місяців перш ніж повернутися до Швеції, щоб закінчити тур. Звідти вони вирушили до Норвегії, щоб почати подорож назад в США у вересні 1939 року, де були змушені залишитися через війну, що почалася.
Після короткого періоду проживання в Меріон, штат Пенсільванія, сім'я оселилася в Стоу, штат Вермонт. В 1941 році фон Трапп придбав 660 акрів землі і в 1942 році перетворив їх в маєток Трапп (Trapp Family Lodge). Після Другої Світової війни відгукнувшись на прохання командира «райдужної» 42-ї дивізії генерал-майора Гаррі Коллінза, який бачив своїми очима наслідки війни в Австрії, сімейство фон Трапп заснувало спеціальний благодійний фонд (Trapp Family Austrian Relief).
Георг фон Трапп помер від раку легенів 30 травня 1947 року в місті Стоу в штаті Вермонт.

## Сім'я
Старша сестра Георга, Геді фон Трапп, була поетесою, художницею і дизайнером в стилі Арт-Нуво.
Брат, Вернер, загинув у 1915 році на фронті.

### Перший шлюб
Георг фон Трапп одружився з Агатою Вайтгед, внучкою винахідника торпеди Роберта Вайтгеда. Агата отримала багате придане, що дозволило молодим без перешкод займатися розбудовою сім'ї. У 1911—1921 роках у них народилося семеро дітей:
- Руперт (1 листопада 1911, Пола — 22 листопада 1992, Стоу);
- Агата (12 березня 1913, Пола — 28 грудня 2010, Таусон);
- Марія-Франциска (28 вересня 1914, Целль-ам-Зее — 24 лютого 2014, Стоу);
- Вернер (21 грудня 1915 Целль-ам-Зее — 11 жовтня 2007, Вейтсфілд);
- Гедвіга (28 липня 1917 року, Целль-ам-Зее — 14 вересня 1972, Целль-ам-Зее);
- Йоганна (7 вересня 1919 року, Целль-ам-Зее — 25 листопада 1994, Відень);
- Мартіна (17 лютого 1921 року, Клостернойбург — 25 лютого 1951, Стоу).

3 вересня 1922 року його дружина Агата померла від скарлатини. Георг купив віллу в передмісті Зальцбурга і в 1924 році переїхав туди з дітьми. У 1926 році, коли Марія-Франциска одужувала після хвороби і не могла відвідувати школу, фон Трапп найняв для дочки вчительку з Ноннбергского абатства, Марію Августу Кучера.

### Другий шлюб
26 листопада 1927 року 47-річний Георг обвінчався з 22-річною Марією Августою Кучера (1905—1987). У них народилося троє дітей:
- Розмарі (8 лютого 1929, Зальцбург);
- Елеонора (14 травня 1931, Зальцбург);
- Йоганнес (17 січня 1939, Філадельфія).

## Нагороди

### Нагороди Австро-Угорщини/Австрії
- Срібна медаль за хоробрість (Австро-Угорщина) — за заслуги під час придушення боксерського повстання.
- Військова медаль (Австро-Угорщина) — за заслуги під час придушення боксерського повстання.
- Орден Леопольда (Австрія) 3-го класу
- Орден Залізної Корони 3-го класу з мечами та військовою відзнакою
- Хрест «За військові заслуги» (Австро-Угорщина) 3-го класу з мечами та військовою відзнакою
- Ювілейна медаль 1898
- Ювілейний хрест 1908
- Хрест «За вислугу років» (Австро-Угорщина)
- Лицарський хрест Військового ордена Марії Терезії (21 квітня 1924)
- Пам'ятна військова медаль (Австрія) (1932)

### Нагороди інших країн
- Орден Святого Станіслава 3-го ступеня (Російська імперія) — за заслуги під час придушення боксерського повстання.
- Залізний хрест 2-го і 1-го класу (Королівство Пруссія)
- Срібна медаль «Ліакат» з шаблями (Османська імперія) (1916)

## Вплив на нащадків
Георг фон Трапп — автор спогадів «До останнього салюту», які були видані в 1935 році в Лейпцигу (Bis zum letzten Flaggenschuß. Erinnerungen eines österreichischen U-Boots-Kommandanten. Pustet, Salzburg u. Leipzig 1935).
У його книзі, написаній в 30-х роках минулого століття, йдеться про військові періоди життя автора. На відміну від безлічі великовагових, перевантажених датами і цифрами мемуарів, які наводнили європейський книжковий ринок після підписання Версальського миру, книга фон Траппа — щира, правдива і захоплююча розповідь про повсякденне життя доблесного і благородного офіцера-підводника. Його пригоди, що стали легендарними ще в роки війни, послужили основою багатьох художніх сюжетів різних авторів в післявоєнні роки і публікувалися вже без згадки їхнього справжнього героя. Видання ілюстроване фотографіями, картами та схемами.
У 2018 році спогади Георга фон Траппа були видані російською мовою.

## Образ в мистецтві і медіа
«Звуки Музики» — музична мелодрама про молоду служницю, що стала спочатку нянею, а потім і мамою семи дітям капітана Траппа. Це тепла, зворушлива історія про те, як тепло серця одного може зробити щасливими багатьох навколо, про те, що ніякі перешкоди не встоять перед сімейною згуртованістю і силою духу — стала, на думку кіноакадеміків, кращим фільмом 1965 року. Фільм удостоєний п'яти премій «Оскар». Фільм «Звуки музики» мав приголомшливий комерційний успіх, і зараз займає високі місця в списках самих касових стрічок усіх часів і народів. Історія його появи така.
Марія фон Трапп написала книгу про своє життя, любов і сім'ю, яка мала успіх, який спонукав зробити з неї бродвейський мюзикл.
Мюзикл мав успіх, що майже автоматично означало екранізацію. Спочатку, його хотів поставити «Парамаунт» з Одрі Хепберн у головній ролі, але та відмовилася, і студія так і не купила права на фільм. «ХХ століття Фокс» запустив проект з одним з кращих режисерів того часу, Вільямом Вайлером. Вайлер бачив фільм по-своєму: для нього був важливий контраст між ідилією «Марія, капітан, діти і альпійські галявини» і війною, яка в прямому сенсі вторгається і руйнує цей крихкий мир так само жорстко, як вона зруйнувала життя Європи 30-40-х. Але студію це не влаштувало: там хотіли «добрий і світлий фільм для будь-якого віку», в який справжня війна ніяк не вписувалася.
У ролі Марії продюсери одразу бачили тільки Джулі Ендрюс, хоча вона спочатку відмовлялася, кажучи, що «вистачить з неї чудесних гувернанток». Складніше було з капітаном фон Траппом. Режисер хотів на цю роль «справжнього європейського аристократа». У претендентах ходили Шон Коннері і Річард Бартон, але в підсумку був обраний молодий канадський актор Крістофер Пламмер, якому не треба було грати аристократа — він ним був. Пламмер також сам співав всі партії і навіть навчився грати на гітарі для фільму, але його пісні все одно в підсумку переозвучили.
Крістофер Пламмер, який не любив ні цю картину, ні свою роль в ній, часто говорив в інтерв'ю: «Зйомки нагадували навчання в недільній школі, і я не міг дочекатися, коли вони закінчаться. Я знаю, багато людей люблять цей фільм, але я до них не належу». Але і він все ж змінив думку — в старості, коли одного разу подивився «Звуки музики» разом з онуками. «До кінця фільму у всіх були сльози на очах. Виявилося, це просто чудове кіно!»

## Вшанування пам'яті

### Вулиці названі на честь Георга фон Траппа
У 1959 році у Відні, в історичному районі Лізинг, на його честь була названа вулиця (Trappweg).
У містечку Зальцбурзі-Айген є вулиця Георга-фон-Траппа (Georg-von-Trapp-Straße), яка знаходиться зовсім поруч з колишньою віллою сім'ї Трапп.

### Знак Військової академії Марії Терезії «Ritter von Trapp»
Військова академія Марії Терезії, розташована в Вінер-Нойштадті, є єдиним навчальним закладом для офіцерів австрійської армії і одним з найпрестижніших навчальних закладів в країні.
Починаючи з 1966 року для випускників академії щороку виготовляються спеціальні значки. Для випускників, які закінчили академію, в 1997 році був заснований і розроблений знак на честь Георга фон Траппа. Всього в 1997 році Військову академію Марії Терезії закінчив 81 офіцер, тому даний знак дуже рідкісний.
Знак являє витягнутий золотий щит, покритий синьою емаллю. Зверху напис золотими літерами «Ritter von Trapp» (Лицар фон Трапп), нижче якої Золота імператорська корона з білими і червоними емалями. Ще нижче золотий знак Імператорського і Королівського Австро-Угорського військово-морського флоту «Член команди підводного човна». Внизу щита зображено Військовий орден Марії Терезії та девіз академії «Treu bis in den Tod!» (Вірний до смерті!).

### У Віденському військово-історичному музеї
У Віденському військово-історичному музеї, в Залі VIII «Морська держава Австрія», експонується форма штабного офіцера Імператорського і Королівського Військово-морського флоту, яка належала Георгу Людвігу фон Траппу.